# Володимир Зайдель
Володимир П. Зайдель (21 грудня 1907 — 12 січня 1981) — німецько-американський математик російського походження, доктор математики.

## Біографія
Народився в місті Одесі 21 грудня 1907 року.

## Кар'єра
26 лютого 1930 року Володимир Зайдель здобув ступінь доктора філософії у Мюнхенському університеті Людвіга-Максиміліана, захистивши дисертацію під назвою «Über die Ränderzuordnung bei konformen Abbildungen», яку рекомендував Костянтин Каратеодорі.
У 1932–1933 роках Зайдель працював на математичному факультеті Гарвардського університету, був викладачем Бенджаміна Пірса. 1941–1955 роках викладав в Рочестерському університеті. 1952–1953 роках викладав в Інституті перспективних досліджень у Принстоні. 1955–1963 роках викладав в Університеті Нотр-Дам. З 1963 року працював в Університеті Вейна в Детройті.
Під час Другої світової війни вчений працював у групі «Монреальської теорії» Національної дослідницької ради Канади.
На його честь названо клас функцій.
Був одружений з Лією Лаппін-Сейдель (1904–1999).

## Публікації
- F. Bagemihl; W. Seidel (1962). Koebe arcs and Fatou points of normal functions. Commentarii Mathematici Helvetici. 36 (1): 9—18. doi:10.1007/BF02566888.
- F. Bagemihl; W. Seidel (1960). Behavior of meromorphic functions on boundary paths, with applications to normal functions. Archiv der Mathematik. 11 (1): 263—269. doi:10.1007/BF01236942.
- F. Bagemihl; W. Seidel (1955). A problem concerning cluster sets of analytic functions. Mathematische Zeitschrift. 62 (1): 99—110. doi:10.1007/BF01180626.
- F. Bagemihl; W. Seidel (1954). Some boundary properties of analytic functions. Mathematische Zeitschrift. 61 (1): 186—199. doi:10.1007/BF01181342.
- W. Seidel (1953). Note on a persymmetric determinant. Quarterly Journal of Mathematics. 4 (1): 150—151. Bibcode:1953QJMat...4..150S. doi:10.1093/qmath/4.1.150.
- Seidel, W. (1931). Über die Ränderzuordnung bei konformen Abbildungen. Mathematische Annalen. Springer. 104: 182—243. doi:10.1007/bf01457932.